# إدوارد ويليام كول
إدوارد ويليام كول (بالإنجليزية: Edward William Cole)‏ هو بائع كتب أسترالي، ولد في 4 يناير 1832 في Woodchurch, Kent ‏ في المملكة المتحدة، وتوفي في 16 ديسمبر 1918 في ملبورن في أستراليا.